# ポントーリオ
ポントーリオ（伊: Pontoglio）は、イタリア共和国ロンバルディア州ブレシア県にある、人口約6,900人の基礎自治体（コムーネ）。

## 地理

### 位置・広がり

#### 隣接コムーネ
隣接するコムーネは以下の通り。括弧内のBGはベルガモ県所属を示す。
- キアーリ
- チヴィダーテ・アル・ピアーノ (BG)
- パラッツォーロ・スッローリオ
- パロスコ (BG)
- ウラーゴ・ドーリオ

### 地震分類
イタリアの地震リスク階級 (it) では、3 に分類される
。